# میخ‌کاری درختان

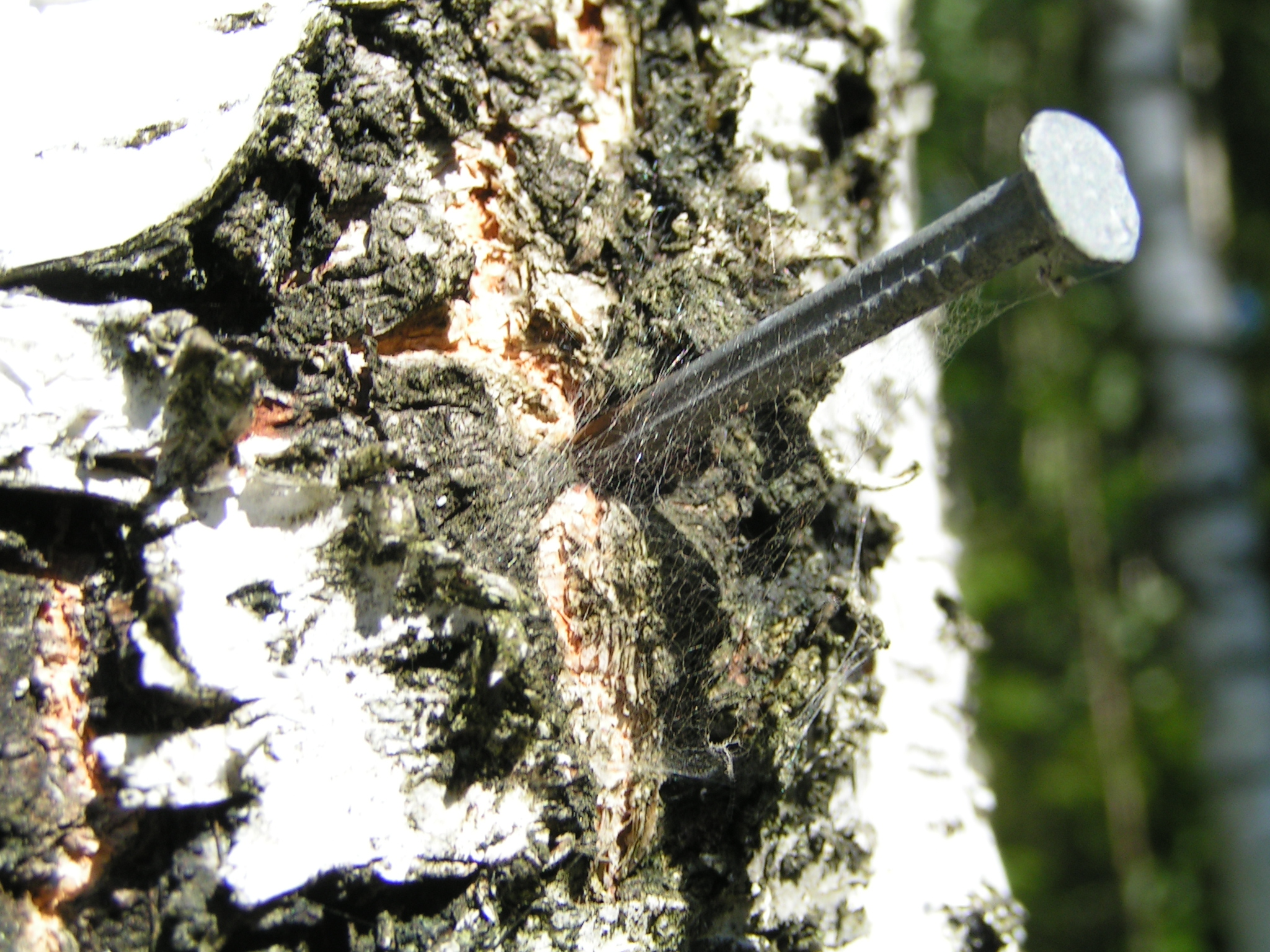
نشانه گذاری درختان با ارزش، به جهت حفاظت درازمدت از درخت، در برابر قطع‌کنندگان درختان.

میخ‌کاری درختان عملی حفاظتی است برای جلوگیری از قطع درختان است. در این روش میله‌ها یا میخ‌های آهنی یا مواد دیگر (معمولاً سرامیک) را به تنه درخت می‌کوبند تا وارد آن شود و برای قطع کنندگان درختان هزینه و خطر ایجاد کند. این مواد را در جایی که معمولاً قطع‌کنندگان درخت‌ها از آنجا شروع به برش درخت می‌کنند وارد درخت می‌کنند. این روش، تاکتیکی خلاف عرف است که گاهی ممکن است به زخمی یا حتی کشته‌شدن قطع‌کننده درخت یا مسئول برش چوب در کارخانه شود. همچنین وجود میخ‌ها در چوب از ارزش آنها می‌کاهد و همین امر در درازمدت باعث حفظ درخت می‌شود.
دیو فورمن (Dave Foreman) که از بنیان‌گذاران جنبش اول زمین!(Earth First!) است در دههٔ ۸۰ میلادی، در کتابش: دفاع از زیست‌بوم (Ecodefense) از این روش دفاع کرد و سپس این کار، روشی برجسته برای حلقه‌های زیست‌محیطی آن زمان برای حمایت از درختان شد. او در کتابش چگونگی انجام این کار و کم کردن ریسک برای فعال محیط‌زیست و چوب‌بُر را بیان کرده‌است.

## تاریخچه
اولین بار موضوع قطع درختان و جلوگیری از این کار، در مجله رسمی «اول زمین» درج گردید.